# Eupithecia dolia
Euphitecia dolia es una especie de polilla de la familia Geometridae. La especie fue descrita por primera vez en 1929, con distribución en las Filipinas. El holotipo de la especie fue descrita en Benguet, especialmente descrita en los alrededores de Pauai a aproximadamente 7000 pies (2133,6 m) de altitud.: notas 